# Tylotrocha monopus
Tylotrocha monopus är en hjuldjursart som först beskrevs av Jennings 1894.  Tylotrocha monopus ingår i släktet Tylotrocha och familjen Notommatidae. Inga underarter finns listade i Catalogue of Life.